# Cymric
Il cymric è una razza di gatto a pelo semi-lungo.

## Etimologia
Il nome cymric deriva dalla parola gaelica per dire Galles, ovvero Cymru, nonostante la patria di questo felino siano gli Stati Uniti.

## Descrizione
La caratteristica che si nota di più è la mancanza della coda, e per questo all'inizio il cymric non era una razza a sé ma era definito manx a pelo lungo. La testa è rotonda, come gli occhi, ed il corpo ha una forma robusta e compatta, con il pelo semi -lungo. Come nel manx le zampe posteriori sono più lunghe delle anteriori.
Sono ammesse tutte le colorazioni tranne quelle colourpoint.

## Temperamento
È un gatto tranquillo e pacifico che convive bene anche con i bambini.

## Cure
Il pelo va spazzolato frequentemente.